# Винторулевая колонка

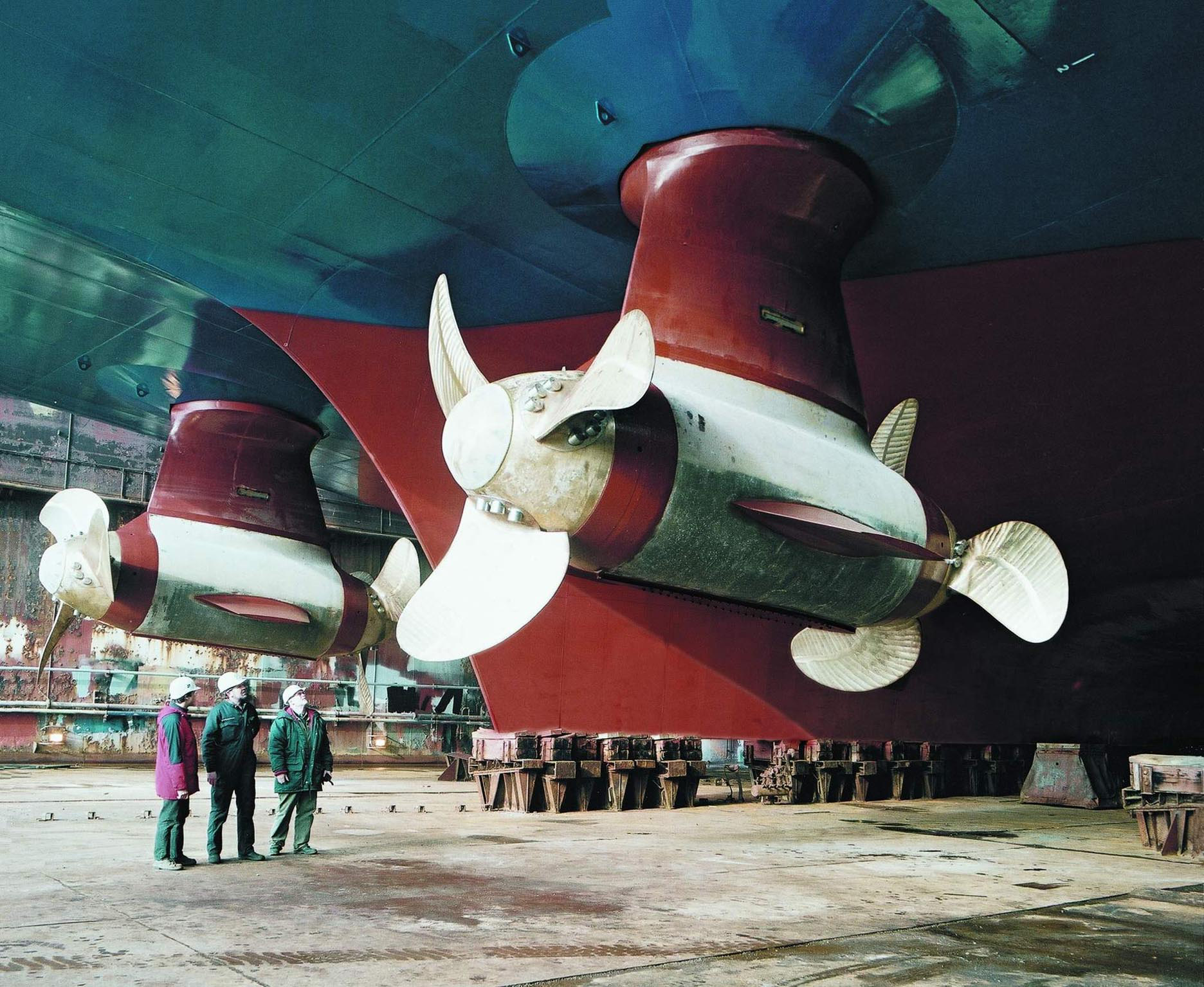
Двухвинтовые винторулевые колонки типа Azipod производства Siemens/Schottel.

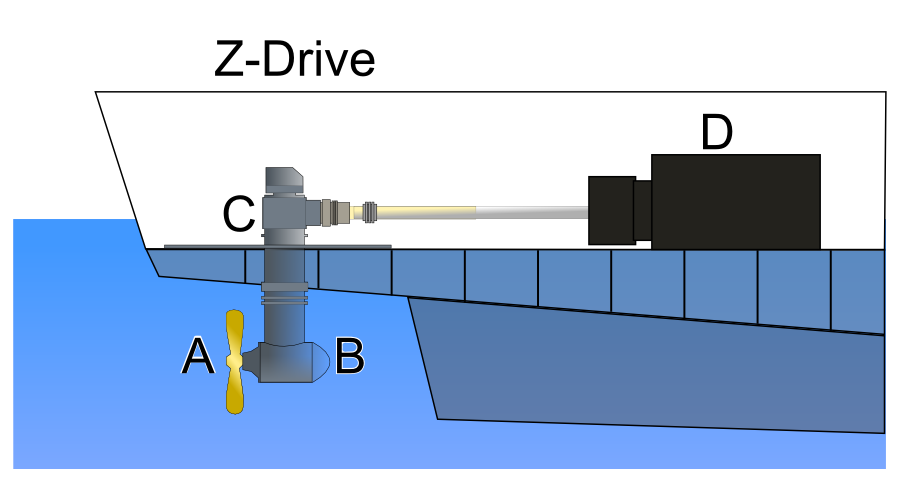
Механическая трансмиссия ("Z-Drive" Z-образная передача ,) схеме; A- гребной винт, B- нижний редуктор и дейдвуд, C- верхний понижающий редуктор, расцепная муфта и поворотное устройство, D- двигатель, дизельный или электрический.

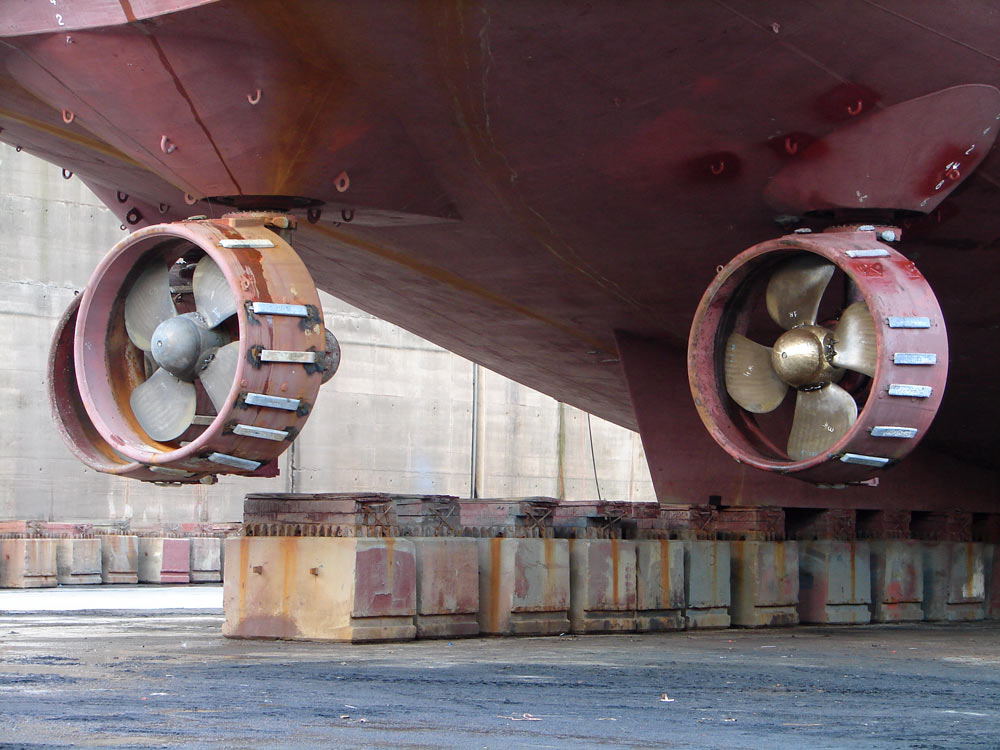
Три винторулевые колонки с механической трансмиссией с винтами в насадках.

Винторулевая колонка (ВРК)— в судостроении разновидность движителя в виде гребного винта, расположенного на поворачивающейся на 360° колонке.
Поворотная ВРК заменяет судовой руль. Позволяет маневрировать в стеснённых условиях, реже привлекая лоцмана и буксир-кантовщик. Часто является основным движителем на специализированных судах, нуждающихся в регулярном маневрировании, например на буксирах и плавучих буровых платформах. Современное применение ВРК гораздо шире и затрагивает почти все типы судов.
Разновидностью ВРК является Азимутальное подруливающее устройство, выдвижного или навесного типа (не путать с Azipod).

## Конструкция
Винторулевые колонки классифицируются по схеме передачи момента от двигателя к винту:
- Двигатель расположен внутри судна над колонкой, его вал входит в колонку вертикально и с помощью одной угловой зубчатой передачи передается на вал гребного винта. Такая схема в мировом судостроении называется англ. L-drive. Поскольку в данном случае вал двигателя вертикальный, колонка может приводиться только гребным электрическим двигателем.
- Двигатель расположен внутри судна, его вал входит в колонку горизонтально и с помощью двух угловых зубчатых передач и промежуточного вертикального вала передается на вал гребного винта. Такая схема в мировом судостроении называется англ. Z-drive.

Зачастую азимутальное устройство поворачивается не на все 360°, а лишь в некотором секторе.
По количеству винтов в колонке:
- Одновинтовое;
- Двухвинтовое тандемное (винты вращаются в одну сторону, исключительно тип Azipod);
- Двухвинтовое оппозитное (винты вращаются в разные стороны).

По типу гребных винтов в колонке:
- Гребные винты в насадке (обычно ВРК с механической передачей);
- Гребные винты без насадки (преимущественно типа Azipod).

## Гребные установки типаAzipod
- Гребной электродвигатель переменного тока расположен в подводной гондоле колонки так, что гребной винт расположен на его валу. Такую схему впервые применила компания  ABB под брендом Azipod в 1990 году. Установки изготавливаются как в полноповоротной, так и в неподвижной версиях. Компания производит установки мощностью до 20 МВт.

## Достоинства и недостатки
Преимущества:
- Лёгкое маневрирование на низких скоростях, вплоть до швартовки без буксира.
- Короткий остановочный путь, заодно не требуется реверсирование винта.

Недостатки:
- Сложность ремонта и обслуживания подводной части, которое производится только на верфи и при доковании судна.
- Невысокий механический КПД.
- Невозможность использования судового малооборотного дизеля(двухтактные судовые дизельные двигатели с частотой вращения коленвала до 250 об/мин, типа MAN, B&W, Sulzer и подобные).

## Применение
- Буксиры, спасательные суда, плавучие буровые, научно-исследовательские суда — судам этих классов надо точно маневрировать или даже ложиться в дрейф (подруливать так, чтобы независимо от ветра и волн положение судна оставалось неизменным).
- Речные и морские грузовые и пассажирские суда нового поколения, такие как сухогрузы RSD59 и Мустай Карим.
- Самоходные земснаряды и плавучие краны.
- Крупные пассажирские суда (например, Queen Mary 2) — для безопасности маневрирования в портах и затеснённых участках пути.
- Ледоколы и ледокольные суда с гребными установками типа Azipod, так как для этих судов  электрический гребной двигатель является предпочтительным (опасность поломки зубчатых передач и частое реверсирование).
- Военные корабли прибрежной зоны (в частности, десантные корабли «Мистраль»).

## Производство

### В России
В России винторулевые установки  мощностью до 9 МВт производят на верфи «Звездочка». Также готовится к открытию в 2019 году завод по производству винторулевых колонок мощностью до 15 МВт на ССК «Звезда».
В России с 2020 года действуют требования к локализации винторулевых колонок.